# Spaceship Lullaby
Spaceship Lullaby (Untertitel The Vocal Groups - featuring Nu Sounds, The Lintels & The Cosmic Rays. Chicago 1954-1960) ist ein Kompilationsalbum von Sun Ra. Die zwischen 1954 und 1960 in Chicago entstandenen Aufnahmen erschienen im November 2003 auf Atavistic Records in der Unheard Music Series.

## Hintergrund
Spaceship Lullaby ist eine Zusammenstellung obskurer Aufnahmen aus den 1950er-Jahren; sie dokumentiert Sun Ras Zusammenarbeit mit mehreren Vokalensembles aus dieser Zeit. Die zuvor erschienene Singles-Kompilation von Evidence Records hatte bereits aufgezeigt, dass Sun Ra während seiner Chicago-Phase R&B-Gesangsgruppen einstudiert und geleitet hatte, notierte Sean Westergaard. Mit Spaceship Lullaby beschäftigt sich die Veröffentlichung von Atavistic gezielt mit den Proben, die Ra mit den Nu-Sounds, den Lintels und den Cosmic Rays abgehalten hat. Die erste Gruppe von Melodien, beginnend mit „(Bop Is a) Space Lullaby“, sind die Aufnahmen Sun Ras mit den Nu-Sounds (bestehend aus Roland Williams, John Kall (und möglicherweise einem weiteren unbekannten Vokalisten), mit Sun Ra am Piano, Pat Patrick (Baritonsaxophon) und Robert Barry am Schlagzeug. Spaceship Lullaby enthält Textfragmente, die später sowohl in „Rocket No. 9“ als auch in „Interplanetary Music“ integriert wurden, und „Chicago USA“ wurde als Beitrag zu einem Wettbewerb geschrieben, um ein neues offizielles Lied für die Stadt zu schreiben.
Die nächste Gruppe von Songs stammt von Sun Ras Arbeit um 1954/55 mit den Lintels; diese klingen wie eine wesentlich weniger professionelle Gruppe als die Nu Sounds, und es ist nicht bekannt, ob Ra über diese Session hinaus mit ihnen zusammengearbeitet hat, so Westergaard. Es folgt eine weitere Gruppe von Songs mit den Nu-Sounds (beginnend mit George Gershwins „A Foggy Day“), nur von Ra am Klavier begleitet, und mit der Vokalgruppe The Cosmic Rays, bestehend aus Calvin Barron, Matt Swift und Lonnie Tolbert. Darunter sind auch die Doo-Wop-Nummern „Somebody's in Love“, „Black Sky and Blue Moon“ und die Swingnummer „The Wooden Soldier & The China Doll“, die 1932 von Nat Shilkret (mit Scrappy Lambert (alias Burt Lorin), Gesang) eingespielt wurde (Victor # 22925).
Die Besetzungen wurden zum Zeitpunkt der Aufnahme nicht gut dokumentiert; daher sind nicht alle Musiker dieser Veröffentlichung bekannt. Track 1 bis 17 und 18 bis 22 sind Home Recordings, entstanden circa 1955. Die Tracks 23 bis 30 entstanden in der Mitte der 1950er-Jahre. Die restlichen Titel (Tracks 31 bis 37) sind Probenaufnahmen, u. a. mit dem Arkestra („Honey“), die vermutlich Ende der 1950er-Jahre bis 1960 entstanden.
Ein Großteil der Studioversionen der Probeaufnahmen erschien auf dem Kompilationsalbum Singles: The Definitive 45s Collection 1952–1991.

## Titelliste
- Sun Ra: Spaceship Lullaby (Atavistic UMS/ALP243CD, Unheard Music Series)[4]

1. The Nu Sounds – Spaceship Lullaby 2:19
2. The Nu Sounds – Stranger in Paradise 2:57
3. The Nu Sounds – Just One of Those Things (Irving Berlin) 1:58
4. The Nu Sounds – Honky Tonk 2:44
5. The Nu Sounds – Haunted Heart 2:30
6. The Nu Sounds – Evelyn 1:54
7. The Nu Sounds – Honeysuckle Rose (Fats Waller) 2:10
8. The Nu Sounds – Honey 2:50
9. The Nu Sounds – Black Sky & Blue Moon 1:05
10. Sun Ra / Roland Williams – Ra Coaching Roland Williams 1:17
11. The Nu Sounds – Holiday for Strings (David Rose, Sam Gallop) (Ra Dynamics Demo) 1:14
12. The Nu Sounds – Holiday for Strings 1:00
13. The Nu Sounds – I Fall Asleep Counting My Blessings 0:50
14. The Nu Sounds – Nice Work If You Can Get It 1:45
15. The Nu Sounds – Somebody Loves Me 3:09
16. The Nu Sounds – Chicago USA 2:55
17. The Nu Sounds – Chicago USA 2:48
18. The Lintels – C’est si bon (Henri Betti, André Hornez) 0:49
19. The Lintels – Blue Moon (Rodgers & Hart) 1:32
20. The Lintels – Baby Please Be Mine 1:16
21. The Lintels – Blue Skies (Irving Berlin) 1:45
22. The Lintels – My Only Love 2:28
23. The Nu Sounds – A Foggy Day (Gershwin-Gershwin) 0:56
24. The Nu Sounds – A Perfume Counter 1:27
25. The Nu Sounds – Love Is... 1:22
26. The Nu Sounds – Wordless Piece 0:52
27. The Nu Sounds – I Was Wrong 1:40
28. The Nu Sounds – Louise 1:07
29. The Nu Sounds – St. Louis Blues (W. C. Handy) 1:41
30. The Nu Sounds – The Wooden Soldier & The China Doll (Charles Newman, Isham Jones) 1:24
31. The Cosmic Rays – Africa 1:40
32. The Cosmic Rays – Somebody's in Love (Raymond Dancer, Lonnie Tolbert) 2:11
33. The Cosmic Rays – Bye Bye (Matt Swift) 3:15
34. The Cosmic Rays – Black Sky & Blue Moon 2:55
35. The Cosmic Rays – Honey 3:18
36. The Cosmic Rays with Sun Ra and The Arkestra – Honey 4:04
37. The Cosmic Rays – Come Rain or Come Shine 3:26

## Rezeption
Sean Westergaard verlieh dem Album in Allmusic vier Sterne und schrieb, mit der Veröffentlichung von Spaceship Lullaby und der Sammlung von Proben mit den Nu-Sounds, den Lintels und den Cosmic Rays werde deutlich mehr Licht auf das Thema von Sun Ras Zeit in Chicago [vor seiner Arbeit mit dem Arkestra] geworfen. Robert Barry beweise einmal mehr, was für ein meisterhafter Schlagzeuger er ist, und die Zuhörer würden mit drei bisher ungehörten Kompositionen von Sun Ra verwöhnt, „Spaceship Lullaby“, „Black Sky & Blue Moon“ und „Chicago USA“. Doch das Beste komme wahrscheinlich zum Schluss, wenn die Cosmic Rays mit dem vollen Arkestra proben. Es gebe zwar ein bisschen mehr Verzerrung auf diesen Tracks (der Rest klinge bemerkenswert gut für Heimproben), aber es sei durchaus hörenswert, wenn auch nur für die Gesangsversion von „Africa“, das später auf The Nubians of Plutonia erschien. Es gibt einige Fehler in den Bändern, aber angesichts der Seltenheit dieses Materials sei das nur eine kleine Spitzfindigkeit. Sun-Ra-Fans dürften begeistert sein, dass es dieses Material überhaupt gibt, um gehört zu werden, und die Chance, Sun Ra Anweisungen geben zu hören, sei „wie ein Blick hinter den Vorhang“.